# Łubienica (osada)
Łubienica – osada w Polsce położona w województwie mazowieckim, w powiecie pułtuskim, w gminie Pokrzywnica. Osada Łubienica znajduje się w granicach sołectwa Łubienica-Superunki.